# Hemisus barotseensis
Espèce
Statut de conservation UICN

 DD  : Données insuffisantes
Hemisus barotseensis est une espèce d'amphibiens de la famille des Hemisotidae.

## Répartition
Cette espèce est endémique de l'Ouest de la Zambie. Elle se rencontre dans la plaine inondable du Barotse le long du Zambèze et du Kafue.

## Étymologie
Son nom d'espèce, composé de barotse et du suffixe latin -ensis, « qui vit dans, qui habite », lui a été donné en référence au lieu de sa découverte, la plaine inondable du Barotsé.

## Publication originale
- Channing & Broadley, 2002 : A New Snout-Burrower from the Barotse Floodplain (Anura: Hemisotidae: Hemisus). Journal of Herpetology, vol. 36, no 3, p. 367-372.